# スティーヴ・ストーントン
スティーヴ・ストーントン（Steve Staunton, 1969年1月19日 - ）は、アイルランド出身の元サッカー選手、サッカー指導者。現役時代のポジションはディフェンダー。アイルランド代表103キャップは、当時の同国最多記録である。

## 来歴
1988年にアイルランド代表デビュー。アイルランドが出場した3度のワールドカップ全てに唯一メンバー入りし、いずれも全試合に先発している。

## 所属クラブ
- 1985-1986  ダンドークFC
- 1986-1991  リヴァプールFC

→1987  ブラッドフォード・シティAFC (loan)
- 1991-1998  アストン・ヴィラFC
- 1998-2000  リヴァプールFC

→2000  クリスタル・パレスFC (loan)
- 2000-2003  アストン・ヴィラFC
- 2003-2005  コヴェントリー・シティFC
- 2005  ウォルソールFC

## 代表歴

### 出場大会
- アイルランド代表
  - 1990 FIFAワールドカップ
  - 1994 FIFAワールドカップ
  - 2002 FIFAワールドカップ

### 試合数
- 国際Aマッチ 103試合 8得点（1988年-2002年）[2]

| アイルランド代表 | 国際Aマッチ | 国際Aマッチ |
| 年               | 出場        | 得点        |
| ---------------- | ----------- | ----------- |
| 1988             | 2           | 0           |
| 1989             | 6           | 0           |
| 1990             | 13          | 1           |
| 1991             | 7           | 0           |
| 1992             | 8           | 1           |
| 1993             | 8           | 3           |
| 1994             | 11          | 0           |
| 1995             | 7           | 1           |
| 1996             | 3           | 0           |
| 1997             | 9           | 0           |
| 1998             | 4           | 0           |
| 1999             | 5           | 1           |
| 2000             | 4           | 1           |
| 2001             | 8           | 0           |
| 2002             | 8           | 0           |
| 通算             | 103         | 8           |